# Филадельфийская десятка
Филадельфийская десятка (англ. Philadelphia Ten, известны также как Десятка (англ. The Ten)) — группа женщин-художников из Соединенных Штатов, которые вместе выставлялись с 1917 по 1945 год в Филадельфии и проводили выездные выставки в музеях по всему Восточному побережью и на Среднем Западе страны.
Все члены группы «Филадельфийская десятка» посещали художественные школы в Филадельфии. Первая их выставка была проведена в Художественном клубе Филадельфии в феврале 1917 года. На ней были представлены работы 11 художниц, девять из которых прошли обучение в Филадельфийской школе дизайна для женщин (ныне Колледж искусств и дизайна Мура) и двое — в Пенсильванской академии изящных искусств. Позже к этой группе присоединились другие участницы; всего в выставках коллектива принимали участие 23 художницы и 7 скульпторов, но своё название объединение не меняло.
В 1998 году Колледж искусств и дизайна Мура провёл ретроспективную выставку Philadelphia Ten, которая объехала многие музеи по всей территории США.
Первыми членами группы «Филадельфийская десятка» были: Элинор Абрамс, Кэтрин Баркер, Тереза Бернштейн, Кора Брукс, Изабель Картрайт, Констанс Кокрейн, Мэри-Рассел Колтон, Арра Галл, Эдит Ховард, Хелен Маккарти и Кэтрин Маккормик.
Позже участниками этой художественной группы стали другие известные женщины художники и скульпторы.